# Oploca
Oploca ist eine Ortschaft im Departamento Potosí im südamerikanischen Andenstaat Bolivien.

## Lage im Nahraum
Oploca liegt in der Provinz Sur Chichas und ist der zentrale Ort im Cantón Oploca im Municipio Tupiza. Die Ortschaft liegt auf einer Höhe von 3137 m am rechten, südwestlichen Ufer des Río Tupiza, einem der Quellflüsse des Río Pilcomayo.

## Geographie
Oploca liegt im südlichen Teil der kargen Hochebene des bolivianischen Altiplano. Das Klima ist wegen der Binnenlage kühl und trocken und durch ein typisches Tageszeitenklima gekennzeichnet, bei dem die Temperaturschwankungen zwischen Tag und Nacht in der Regel deutlich größer sind als die jahreszeitlichen Schwankungen.
Die Jahresdurchschnittstemperatur liegt bei 13 °C (siehe Klimadiagramm Tupiza) und schwankt nur unwesentlich zwischen 8 °C im Juni/Juli und 16 °C von Dezember bis Februar. Der Jahresniederschlag beträgt nur etwa 300 mm, mit einer stark ausgeprägten Trockenzeit von April bis Oktober mit Monatsniederschlägen unter 10 mm, und einer Feuchtezeit von Dezember bis Februar mit 60 bis 80 mm Monatsniederschlag.

## Verkehrsnetz
Oploca liegt in einer Entfernung von 278 Straßenkilometern südlich von Potosí, Hauptstadt des Departamentos und 17 Kilometer flussaufwärts von Tupiza, dem zentralen Ort im Municipio Tupiza.
Von Potosí aus führt die Nationalstraße Ruta 1 in Richtung Süden bis nach Cucho Ingenio. Dort zweigt die Ruta 14 nach Süden ab und führt über Cotagaita nach Tupiza. Von Tupiza aus führt eine Landstraße entlang der Bahnlinie der Empresa Ferroviaria Andina nach Nordwesten in Richtung Uyuni und erreicht nach 16 Kilometern Oploca.

## Bevölkerung
Die Einwohnerzahl der Ortschaft ist in dem Jahrzehnt zwischen den beiden letzten Volkszählungen leicht zurückgegangen:
| Jahr | Einwohner         | Quelle       |
| ---- | ----------------- | ------------ |
| 1992 | keine Detaildaten | Volkszählung |
| 2001 | 672               | Volkszählung |
| 2012 | 640               | Volkszählung |
| 2024 |                   | Volkszählung |

Die Region weist einen hohen Anteil an Quechua-Bevölkerung auf, im Municipio Tupiza sprechen 49,7 Prozent der Bevölkerung Quechua.